# Daniel Fernando Sturla Berhouet

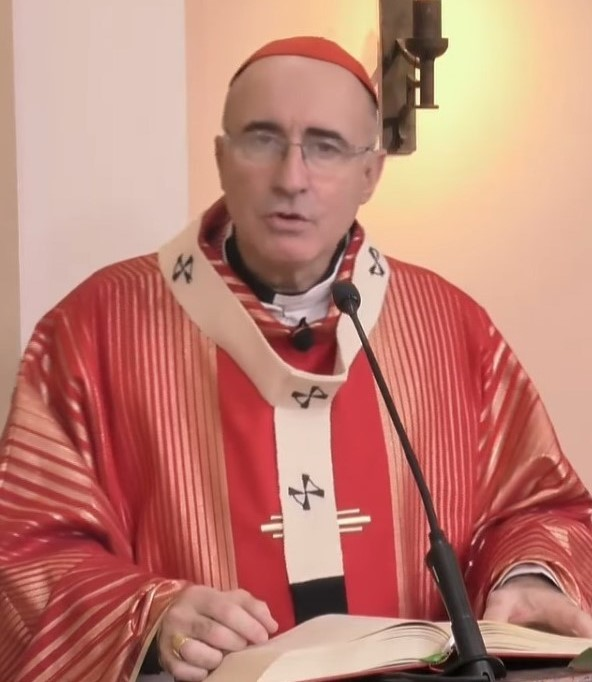
Daniel Kardinal Sturla (2021)

Kardinalswappen

Daniel Fernando Kardinal Sturla Berhouet SDB (* 4. Juli 1959 in Montevideo) ist ein uruguayischer römisch-katholischer Ordenspriester und Erzbischof von Montevideo.

## Leben
Daniel Fernando Sturla Berhouet ist das jüngste von fünf Kindern eines Rechtsanwalts und studierte zunächst ziviles Recht am Institut Juan XXIII. Er trat 1979 in die Ordensgemeinschaft der Salesianer Don Boscos ein und empfing am 21. November 1987 das Sakrament der Priesterweihe. Danach übte er verschiedene Tätigkeiten für seinen Orden aus, unter anderem die eines Novizenmeisters von 1994 bis 1996. Von 2003 bis 2008 war er Direktor des Instituts Juan XXIII. Ab 2007 bekleidete Sturla dort auch das Amt eines Professors für Kirchengeschichte. Am 28. Oktober 2008 folgte die Berufung zum Ordensprovinzial von Uruguay.
Am 10. Dezember 2011 ernannte ihn Papst Benedikt XVI. zum Titularbischof von Phelbes und bestellte ihn zum Weihbischof in Montevideo. Der Erzbischof von Montevideo, Nicolás Cotugno Fanizzi SDB, spendete ihm am 4. März 2012 die Bischofsweihe; Mitkonsekratoren waren der Weihbischof in Montevideo, Milton Luis Tróccoli Cebedio, und der Bischof von San José de Mayo, Arturo Fajardo.
Am 11. Februar 2014 ernannte ihn Papst Franziskus zum Erzbischof von Montevideo. Die Inthronisation Sturlas erfolgte am 9. März desselben Jahres. Im feierlichen Konsistorium vom 14. Februar 2015 kreierte ihn Papst Franziskus zum Kardinal und ernannte ihn zum Kardinalpriester mit der Titelkirche Santa Galla. Am 13. April desselben Jahres berief der Papst Kardinal Sturla zum Mitglied verschiedener Kardinalskongregationen. In der uruguayischen Bischofskonferenz leitet er die Unterkommission für die Mission.
Im Februar 2018 erklärte er seine Ablehnung zur Kommunionsspende wiederverheiratet Geschiedener. Gleichzeitig sagte er, dass auch homosexuelle Menschen Teil der Kirche seien und „alle, egal ob homo-, heterosexuell oder was auch immer“, als Angehörige der Kirche „ihr christliches Leben zu leben“ haben. Zuvor hatte Kardinal Sturla im Dezember 2017 die Debatte um das päpstliche Schreiben Amoris laetitia als unverhältnismäßig kritisiert. In Zeiten abnehmender kirchlicher Eheschließungen und einer zunehmenden Zahl von Scheidungen sei die „Nähe zu Menschen in schwierigen Lebenssituationen“ wichtig, betonte er in einem Gespräch mit der italienischen Zeitung La Stampa. Wenige Wochen nach der Ende 2023 erteilten päpstlichen Erlaubnis, homosexuelle Menschen in Partnerschaften zu segnen, nicht jedoch deren sündhafte Vereinigung, lehnte Sturla es ab, dies zu tun. Das päpstliche Dokument hierzu kritisierte Kardinal Sturla als „unklar“.
Nach dem Tod von Papst Franziskus nahm Kardinal Sturla am Konklave 2025 teil, das Leo XIV. wählte. Im Vorfeld der Wahl wurde er in Medien vereinzelt als möglicher Kandidat für die Nachfolge des Papstes genannt.

## Mitgliedschaften
Daniel Sturla Berhouet ist Mitglied folgender Organisationen der Römischen Kurie:
- Kongregation für die Institute geweihten Lebens und für die Gesellschaften apostolischen Lebens (seit 2015)[9]
- Kongregation für den Gottesdienst und die Sakramentenordnung (seit 2022)[10]
- Päpstlicher Rat zur Förderung der Neuevangelisierung (seit 2015)[9]
- Päpstliche Kommission für Lateinamerika (seit 2015)[11]
- Güterverwaltung des Apostolischen Stuhls (seit 2020)[12]

## Werke
- 1916-1917: Separación de la Iglesia y el Estado en el Uruguay, Instituto Teológico del Uruguay Mariano Soler, Libro Anual, 1993
- ¿Santa o de Turismo? Calendario y secularización en el Uruguay, Instituto Superior Salesiano, colección Proyecto Educativo, 2010